# Messor
Messor – rodzaj mrówki z podrodziny Myrmicinae opisany przez Auguste Forela w roku 1890. Obejmuje 106 opisanych gatunków.

## Gatunki
- Messor abdelazizi Santschi, 1921
- Messor aciculatus (Smith, 1874)
- Messor aegyptiacus Emery, 1878
- Messor alexandri Tohme, 1981
- Messor andrei Mayr, 1886
- Messor angularis Santschi, 1928
- Messor antennatus Emery, 1908
- Messor aphaenogasteroides Pisarski, 1967
- Messor aralocaspius Ruzsky, 1902
- Messor arenarius Fabricius, 1787
- Messor atanassovii Atanassov, 1982
- Mrówka żniwiarka (Messor barbarus) Linnaeus, 1767
- Messor beduinus Emery, 1922
- Messor berbericus Bernard, 1955
- Messor bernardi Cagniant, 1967
- Messor bouvieri Bondroit, 1918
- Messor buettikeri Collingwood, 1985
- Messor caducus Victor, 1839
- Messor capensis (Mayr, 1862)
- Messor capitatus Latreille, 1798
- Messor carthaginensis Bernard, 1980
- Messor caviceps Forel, 1902
- Messor celiae Reyes, 1985
- Messor cephalotes Emery, 1895
- Messor ceresis Santschi, 1934
- Messor chamberlini Wheeler, 1915
- Messor clypeatus Kuznetsov-Ugamsky, 1927
- Messor collingwoodi Bolton, 1982
- Messor concolor Santschi, 1927
- Messor decipiens Santschi, 1917
- Messor dentatus Santschi, 1927
- Messor denticornis Forel, 1910
- Messor denticulatus Santschi, 1927
- Messor diabarensis Arnol'di, 1969
- Messor ebeninus Santschi, 1927
- Messor excursionis Ruzsky, 1905
- Messor ferreri Collingwood, 1993
- Messor foreli Santschi, 1923
- Messor fraternus Ruzsky, 1905
- Messor galla Mayr, 1904
- Messor hebraeus Santschi, 1927
- Messor hellenius Agosti & Collingwood, 1987
- Messor himalayanus Forel, 1902
- Messor hispanicus Santschi, 1919
- Messor ibericus Santschi, 1931
- Messor incisus Stitz, 1923
- Messor incorruptus Kuznetsov-Ugamsky, 1929
- Messor inermis Kuznetsov-Ugamsky, 1929
- Messor instabilis Smith, 1858
- Messor intermedius Santschi, 1927
- Messor julianus Pergande, 1894
- Messor kasakorum Arnol'di, 1969
- Messor kisilkumensis Arnol'di, 1969
- Messor lamellicornis Arnol'di, 1968
- Messor lariversi Smith, 1951
- Messor lobicornis Forel, 1894
- Messor lobognathus Andrews, 1916
- Messor luebberti Forel, 1910
- Messor luridus Santschi, 1927
- Messor lusitanicus Tinaut, 1985
- Messor maculifrons Santschi, 1927
- Messor marikovskii Arnol'di, 1969
- Messor marocanus Santschi, 1927
- Messor medioruber Santschi, 1910
- Messor melancholicus Arnol'di, 1977
- Messor minor Andre, 1883
- Messor nahali Tohme, 1981
- Messor niloticus Santschi, 1938
- Messor oertzeni Forel, 1910
- Messor olegianus Arnol'di, 1969
- Messor orientalis Emery, 1898
- Messor perantennatus Arnol'di, 1969
- Messor pergandei Mayr, 1886
- Messor piceus Stitz, 1923
- Messor picturatus Santschi, 1927
- Messor planiceps Stitz, 1917
- Messor postpetiolatus Santschi, 1917
- Messor regalis Emery, 1892
- Messor reticuliventris Karavaiev, 1910
- Messor rufotestaceus Foerster, 1850
- Messor rufus Santschi, 1923
- Messor ruginodis Stitz, 1916
- Messor rugosus Andre, 1881
- Messor sanctus Emery, 1921
- Messor sculpturatus Carpenter, 1930
- Messor semirufus Andre, 1883
- Messor semoni Forel, 1906
- Messor smithi Cole, 1963
- Messor sordidus Forel, 1892
- Messor stoddardi Emery, 1895
- Messor striatellus Arnol'di, 1969
- Messor striaticeps Andre, 1883
- Messor striatifrons Stitz, 1923
- Messor striativentris Emery, 1908
- Żniwiarka zwyczajna, żniwiarka śródziemnomorska (Messor structor) Latreille, 1798
- Messor subgracilinodis Arnol'di, 1969
- Messor sultanus Santschi, 1917
- Messor syriacus Tohme, 1969
- Messor testaceus Donisthorpe, 1950
- Messor tropicorum Wheeler, 1922
- Messor turcmenochorassanicus Arnol'di, 1977
- Messor valentinae Arnol'di, 1969
- Messor variabilis Kuznetsov-Ugamsky, 1927
- Messor vaucheri Emery, 1908
- Messor vicinus Kuznetsov-Ugamsky, 1927
- Messor wasmanni Krausse, 1910